# Isam Abd al-Aziz Zaki
Isam Abd al-Aziz Zaki (arab. عصام عبد العزيز زكي) – egipski zapaśnik walczący w stylu klasycznym. Złoty medalista mistrzostw Afryki w 1989 roku.